# Олару, Дариус
Да́риус Думи́тру Ола́ру (рум. Darius Dumitru Olaru; 3 марта 1998, Медиаш, Румыния) — румынский футболист, атакующий полузащитник футбольного клуба «Стяуа» и сборной Румынии. Участник чемпионата Европы 2024.

## Биография
Начал заниматься футболом в возрасте 8 лет в структуре клуба «Газ Метан».
29 августа 2015 года Дариус Олару провёл свой первый матч на взрослом уровне, выйдя на поле в стартовом составе гостевого матча против УТА Арада в Лиге II (2:1). 31 октября 2015 года Олару забил свой первый мяч за клуб в матче против «Спортул» (Снагов) (3:0). Проведя в сезоне 2015/2016 в общей сложности 12 матчей и забив в них 2 гола, он помог своей команде повыситься в классе спустя год после вылета из Лиги I.
19 сентября 2016 года Олару дебютировал в Лиге I в гостевом матче против «Астры» (2:0). 23 мая 2017 года он отличился первым забитым мячом в высшем дивизионе румынского чемпионата, забив с пенальти в добавленное время в матче против «Конкордии» (3:0).
В начале 2018 года Дариус подписал предварительный контракт с клубом «Стяуа», однако данная сделка не состоялась по причине того, что два клуба не смогли договориться о трансферной цене. В середине мая 2019 года было объявлено, что футболист всё-таки подписал контракт с бухарестским грандом, однако присоединится к новой команде в начале календарного 2020 года. Финансовая составляющая перехода не разглашалась, хотя по слухам речь может идти о сумме в €600—700 тыс. При этом в случае перепродажи игрока «Газ Метан» дополнительно получит 5 % от суммы возможного трансфера.

## Клубная статистика
| Клуб      | Сезон   | Чемпионат | Чемпионат | Кубок | Кубок | Еврокубки | Еврокубки | Другое | Другое | Итого | Итого |
| Клуб      | Сезон   | Игры      | Голы      | Игры  | Голы  | Игры      | Голы      | Игры   | Голы   | Игры  | Голы  |
| --------- | ------- | --------- | --------- | ----- | ----- | --------- | --------- | ------ | ------ | ----- | ----- |
| Газ Метан | 2015/16 | 12        | 2         | —     | —     | —         | —         | —      | —      | 12    | 2     |
| Газ Метан | 2016/17 | 10        | 1         | 1     | 0     | —         | —         | 1      | 0      | 12    | 1     |
| Газ Метан | 2017/18 | 36        | 1         | 4     | 0     | —         | —         | —      | —      | 40    | 1     |
| Газ Метан | 2018/19 | 32        | 4         | 1     | 0     | —         | —         | —      | —      | 33    | 4     |
| Всего     | Всего   | 90        | 8         | 6     | 0     | —         | —         | 1      | 0      | 97    | 8     |

## Карьера в сборной
Свой первый вызов в сборную Румынии (до 21 года) Олару получил в сентябре 2018 года перед спаренными матчами с командами Португалии и Боснии и Герцеговины, однако не попал даже в запасной состав на эти игры. 15 ноября 2018 года он вышел на замену в товарищеском матче против сборной Бельгии (3:3), отличившись дебютным голом.

## Личная жизнь
Когда Дариусу было 14 лет, его родители развелись: мать уехала на заработки в Норвегию, отец обзавёлся новой семьёй во Франции. Большое влияние на воспитание Олару оказала его бабушка по материнской линии.
Интересуется футбольными чемпионатами Англии, Испании и Италии, мечтает играть за «Ливерпуль» или «Манчестер Сити». Помимо футбола увлекается теннисом, гандболом и баскетболом, является фанатом клуба НБА «Хьюстон Рокетс».